# Rezerwat przyrody Paryż
Artykuł ten został zgłoszony do umieszczenia na stronie głównej w rubryce „Czy wiesz”.
Pomóż nam go sprawdzić: oceń zgłoszoną nominację.
Rezerwat przyrody Paryż – leśny rezerwat przyrody położony na terenie gminy Sochocin w powiecie płońskim (województwo mazowieckie).

## Powołanie
Obszar chroniony utworzony został 17 kwietnia 2025 r. na podstawie Zarządzenia Regionalnego Dyrektora Ochrony Środowiska w Warszawie z dnia 31 marca 2025 r. w sprawie uznania za rezerwat przyrody Paryż (Dz. Urz. Woj. Mazowieckiego z 2025 r., poz. 3372). Powstał w ramach inicjatywy „100 rezerwatów na 100-lecie Lasów Państwowych”.

## Położenie
Rezerwat ma 44,16 ha powierzchni, a jego otulina – 347,76 ha. Składa się z dwóch części przedzielonych drogą leśną, a swoją nazwę bierze od leśniczówki Paryż. Obszar chroniony znajduje się w obrębie ewidencyjnym Rzy, ok. 1 km na północ od zabudowań wsi Zawady B; ponadto otulina znajduje się w obrębach ewidencyjnych Zawady B (gmina Nowe Miasto) i Bądkowo (powiat ciechanowski, gmina Sońsk). Pod względem fizycznogeograficznym znajduje się na Wysoczyźnie Ciechanowskiej, a pod kątem organizacji lasów – w dużym kompleksie leśnym w granicach leśnictwa Paryż, nadleśnictwa Płońsk. Rezerwat leży w obrębie Nadwkrzańskiego Obszaru Chronionego Krajobrazu, a w jego granicach znajduje się niewielki użytek ekologiczny.

## Charakterystyka
Celem ochrony rezerwatowej jest „zachowanie fragmentu grądów, stanowiących cenny element krajobrazu Wysoczyzny Płońskiej”. Ze względu na dominujący przedmiot ochrony typ obszaru chronionego określono jako fitocenotyczny, a podtyp – zbiorowisk leśnych, natomiast ze względu na główny typ ekosystemu typ określono jako leśny i borowy, a podtyp – lasów mieszanych nizinnych.
Dominują tu lasy grądowe, w których stopniowo zamierają stare sosny, zastępowane przez naturalne odnowienia dębu szypułkowego i bezszypułkowego, grabu, lipy drobnolistnej, wiązu, olszy czarnej i topoli osiki. Cenne przyrodniczo są zwłaszcza dęby, jesiony i olsze w wieku 90–150 lat. Do cennej roślinności runa należą gwiazdnica wielkokwiatowa, fiołek leśny, gajowiec żółty, czworolist pospolity, konwalijka dwulistna i zawilec gajowy, a w uboższych płatach borówka czarna, siódmaczek leśny, wiśnia ptasia i trzmielina brodawkowata.
Według stanu na sierpień 2025 rezerwat nie ma wyznaczonego planu ochrony ani zadań ochronnych. Za główne zagrożenia uznano potencjalną działalność człowieka w zagospodarowaniu przestrzennym okolicy, przed czym ma chronić otulina.